# Paragorgia wahine
Paragorgia wahine är en korallart som beskrevs av Evangelina A. Sánchez 2005. Paragorgia wahine ingår i släktet Paragorgia och familjen Paragorgiidae. Inga underarter finns listade i Catalogue of Life.